# Quercus xalapensis
Quercus xalapensis là một loài thực vật có hoa trong họ Cử. Loài này được Bonpl. miêu tả khoa học đầu tiên năm 1809.

## Hình ảnh